# 2019年鳥取県議会議員選挙

2019年鳥取県議会議員選挙（2019ねんとっとりけんぎかいぎいんせんきょ）は、2019年（平成31年）4月7日に投票が行われた鳥取県の議決機関である鳥取県議会の議員を全面改選するための一般選挙である。

## 概要
県議会議員の4年の任期満了に伴う選挙である。なお、鳥取県議会議員選挙は1947年（昭和22年）4月に実施された第1回の選挙からいずれも統一地方選挙の日程で実施されている。
2019年3月29日に告示され、定数37に対し48人が立候補。無投票当選が決まった選挙区は2つだった。

## 選挙データ
- 告示日:2019年3月29日
- 投開票日:2019年4月7日
- 改選議席数:35議席
- 選挙区:9選挙区（うち2選挙区で無投票）
- 立候補者:45名（うち3名が無投票当選）

自由民主党:15名
公明党:3名
立憲民主党:3名
国民民主党:3名
日本共産党:2名
無所属:19名

## 当選者
自由民主党は保守系無所属を含め、現有議席を維持したとともに議会過半数を獲得した。立憲民主党、国民民主党、公明党はいずれも現職が議席を確保し、勢力を維持した。日本共産党は現職2名が立候補したが、1名が落選した。
 自民党 
 公明党 
 立憲民主党   国民民主党 
 共産党   無所属 
| 鳥取市 | 福浜隆宏 | 銀杏泰利 | 浜崎晋一   |
| 鳥取市 | 島谷龍司 | 市谷知子 | 尾崎薫     |
| 鳥取市 | 浜辺義孝 | 藤縄喜和 | 坂野経三郎 |
| 鳥取市 | 中島規夫 | 山口雅志 | 常田賢二   |
| 米子市 | 沢紀男   | 山川智帆 | 斉木正一   |
| 米子市 | 野坂道明 | 松田正   | 内田隆嗣   |
| 米子市 | 森雅幹   | 西村弥子 | 浜田妙子   |
| 倉吉市 | 興治英夫 | 川部洋   | 由田隆     |
| 境港市 | 浜田一哉 | 安田由毅 |            |
| 岩美郡 | 広谷直樹 |          |            |
| 八頭郡 | 福田俊史 | 西川憲雄 |            |
| 東伯郡 | 藤井一博 | 伊藤保   | 語堂正範   |
| 西伯郡 | 福間裕隆 | 鹿島功   |            |
| 日野郡 | 内田博長 |          |            |